# Bo G. Nilsson
Bo G. Nilsson, född 1946, död 2003, var en svensk etnolog, forskare och skribent. Han var bibliotekschef och forskningsledare på Nordiska museet. Han doktorerade med arbetet Folkhemmets arbetarminnen som baseras på en maktanalys av de minnen som samlats av Nordiska museet. Hans vetenskapliga artiklar behandlade flera typer av ämnen som yttrande- och tryckfrihet, idrott, kultur och mode. Bo G. Nilsson publicerade sig i tidskrifter som Clarté, Folkets Historia, Förr och Nu,  Folket i Bild och Tidskrift för Folkets Rättigheter, men också Dramatens programblad och Kontaktarket. Postumt har en samling av hans bästa uppsatser getts ut på bokförlaget Carlssons, med förord skrivet av Anders Björnsson.